# Grimalditeuthis
Grimalditeuthis is een geslacht van inktvissen uit de  familie van de Chiroteuthidae.

## Soorten
- Grimalditeuthis bonplandii (Vérany, 1839)

### Synoniemen
- Grimalditeuthis richardi Joubin, 1898 => Grimalditeuthis bonplandii (Vérany, 1839)